# Marie Adamová
Marie Adamová (* 17. února 1934) byla česká a československá politička Komunistické strany Československa a poslankyně Sněmovny lidu Federálního shromáždění za normalizace.

## Biografie
K roku 1971 se profesně uvádí jako dělnice. Ve volbách roku 1971 byla zvolena do Sněmovny lidu Federálního shromáždění za volební obvod Jihomoravský kraj. V FS setrvala do konce funkčního období, tedy do voleb roku 1976.